# Лэрнер, Джон
Джон Лэрнер (англ. John P. (Patrick) Larner; 24 марта 1930, Саутси, Гэмпшир — 24 февраля 2008, Стерлинг) — британский историк, итальяновед; эмерит-профессор, работал в Университете Глазго, где прошла почти вся его карьера. Занимался Италией эпохи Возрождения, а после стал специалистом по Марко Поло и Христофору Колумбу. Известность получил его труд Marco Polo and the Discovery of the World (Yale University Press, 1999) {Рец. Jonathan Spence, , , }.
В 1951 году поступил в оксфордский Нью-колледж. Тогда же умерла его мать, а отец умер еще раньше. Получил диплом первого класса; семинары по эпохе Возрождения стимулировали его интерес к Италии. В 1954 году, минуя получение докторской степени, он стал стипендиатом в Британской школе в Риме (являлся им по 1957 г.). С 1957 лектор, старший лектор, ридер истории, в 1978-94 проф. Университета Глазго.
В 1965 году вышла его книга The Lords of Romagna (переведена на итальянский в 1972). Также автор Culture and Society in Italy, 1290—1420 (1971) {Рец. William M. Bowsky} и Age of Dante and Petrarch, 1216—1380 — учебника в серии Longman, также переведенного на итальянский. Был дважды женат (с 1960 г., овдовел в 1983 году; с 1991 года); двое сыновей от первого брака.